# Campionat de l'URSS de motocròs
El Campionat de l'URSS de motocròs, regulat per la federació soviètica de motociclisme, fou la màxima competició de motocròs que es va disputar a l'antiga URSS. Malgrat que no s'ha trobat informació sobre l'any d'instauració d'aquest campionat, sí que consta que ja se celebrava el 1949 (abans, entre 1946 i 1947, s'havia creat la federació motociclista soviètica, la qual fou admesa com a membre de la FIM el 1956). El motocròs es va introduir a la Unió Soviètica a partir de 1928, any en què se'n celebrà una cursa experimental de 100 km de distància. Des d'aquell moment, aquest esport anà agafant volada al país fins que a finals de la dècada del 1940 les autoritats soviètiques el començaren a promocionar amb interès. A començaments de la dècada del 1960, els soviètics tenien ja un bon nivell competitiu a escala internacional i esdevingueren participants habituals a les principals curses europees, especialment d'ençà de 1963, un any després que se celebrés el primer Gran Premi de l'URSS puntuable per al campionat del món. Des d'aleshores, una nova generació de pilots soviètics aconseguiren nombrosos triomfs internacionals, entre ells diversos títols de Campió del Món: Víktor Arbékov, Guennady Moiseev o Vladimir Kavinov en varen ser els més representatius, però n'hi hagué molts altres. Tots ells, aconseguiren també diversos títols de Campió de l'URSS.
El campionat estatal soviètic se celebrà per darrer cop el 1991, l'any de la liquidació definitiva de la Unió Soviètica. Amb la caiguda de l'URSS i el cessament del finançament oficial, la tradició soviètica del motocròs va acabar per desaparèixer i calgué esperar força anys perquè una nova generació de pilots russos tornessin a destacar a escala internacional.

## Llista de guanyadors
Només s'han trobat dades esparses dels campionats anteriors a 1974, i cap dels anteriors a 1957.
Font:
| Any  | 125 cc               | 175 cc           | 250 cc               | 350 cc                    | 500 cc               |
| ---- | -------------------- | ---------------- | -------------------- | ------------------------- | -------------------- |
| 1957 | Ígor Grigóriev       | ?                | ?                    | ?                         | ?                    |
| 1958 | ?                    | ?                | ?                    | ?                         | ?                    |
| 1959 | ?                    | ?                | ?                    | ?                         | Sergey Kadushkin     |
| 1960 | Ígor Grigóriev       | Ígor Grigóriev   | ?                    | ?                         | Sergey Kadushkin     |
| 1961 | ?                    | ?                | ?                    | ?                         | Sergey Kadushkin     |
| 1962 | ?                    | ?                | ?                    | ?                         | ?                    |
| 1963 | ?                    | ?                | ?                    | ?                         | ?                    |
| 1964 | ?                    | Víktor Arbékov   | Víktor Arbékov       | ?                         | ?                    |
| 1965 | ?                    | ?                | Víktor Arbékov       | Víktor Arbékov            | ?                    |
| 1966 | ?                    | ?                | Víktor Arbékov       | Víktor Arbékov            | ?                    |
| 1967 | ?                    | ?                | Víktor Arbékov       | Víktor Arbékov            | ?                    |
| 1968 | ?                    | ?                | Leonid Shinkarenko   | ?                         | ?                    |
| 1969 | Pavel Rulev          | ?                | Leonid Shinkarenko   | ?                         | Vladimir Pogrebniak  |
| 1970 | ?                    | Pavel Rulev      | Guennady Moiseev     | Víktor Arbékov            | ?                    |
| 1971 | ?                    | ?                | ?                    | Víktor Arbékov            | ?                    |
| 1972 | Pavel Rulev          | ?                | Guennady Moiseev     | Alexej Kibirine           | ?                    |
| 1973 | Leonid Shinkarenko   | ?                | Guennady Moiseev     | Víktor Arbékov            | ?                    |
| 1974 | Yuri Semko           | Pavel Rulev      | Vladimir Kavinov     | Víktor Arbékov            | Vladimir Khudiakov   |
| 1975 | R. Brakmanis         | Pavel Rulev      | Vladimir Kavinov     | S. Nabiouline             | Nicolai Efimov       |
| 1976 | Vladimir Ovchinnikov | Guennady Moiseev | Pavel Rulev          | Viatcheslav Krasnotchekov | Vladimir Khudiakov   |
| 1977 | Anatoly Botchkov     | Pavel Rulev      | Guennady Moiseev     | Valery Korneev            | Anatoly Botchkov     |
| 1978 | Pavel Rulev          | -                | Valery Korneev       | Vladimir Kavinov          | Anatoly Botchkov     |
| 1979 | Yuri Khudiakov       | -                | Vladimir Kavinov     | Anatoly Ovchinnikov       | Vladimir Khudiakov   |
| 1980 | Yuri Khudiakov       | -                | Anatoly Ovchinnikov  | Anatoly Ovchinnikov       | Vladimir Khudiakov   |
| 1981 | Andrei Ledovskoi     | -                | Guennady Moiseev     | Vladimir Kavinov          | Vladimir Kavinov     |
| 1982 | Andrei Ledovskoi     | -                | Yuri Khudiakov       | Vladimir Kavinov          | Anatoly Ovchinnikov  |
| 1983 | Andres Krestinov     | -                | Guennady Moiseev     | Vladimir Kavinov          | Yuri Khudiakov       |
| 1984 | Alexander Morozov    | -                | Valery Averine       | Vladimir Kavinov          | Alexei Sinitsine     |
| 1985 | Alexander Morozov    | -                | Andrei Ledovskoi     | Vladimir Kavinov          | Alexei Sinitsine     |
| 1986 | Alexander Morozov    | -                | Viatcheslav Roudenko | Vladimir Kavinov          | Andres Krestinov     |
| 1987 | Alexander Morozov    | -                | Viatcheslav Roudenko | ?                         | Viestour Gaouchis    |
| 1988 | A. Zorine            | -                | Viatcheslav Roudenko | Anatoly Ovchinnikov       | Vladimir Kavinov     |
| 1989 | A. Zorine            | -                | Andrei Ledovskoi     | Anatoly Ovchinnikov       | Viatcheslav Roudenko |
| 1990 | A. Zorine            | -                | Alexander Morozov    | M. Serafimovitch          | Yuri Khudiakov       |
| 1991 | V. Dementiev         | -                | Andrei Ledovskoi     | Vladimir Kavinov          | Vladimir Khudiakov   |

Notes
1. ↑  Segons alguna altra font, Guennady Moiseev fou campió de l'URSS de 250cc el 1982.[1]
2. 1 2  Segons alguna altra font, Víktor Popenko fou campió de l'URSS de 250cc el 1983 i el 1984.[10][11]

## El motocròs a l'URSS

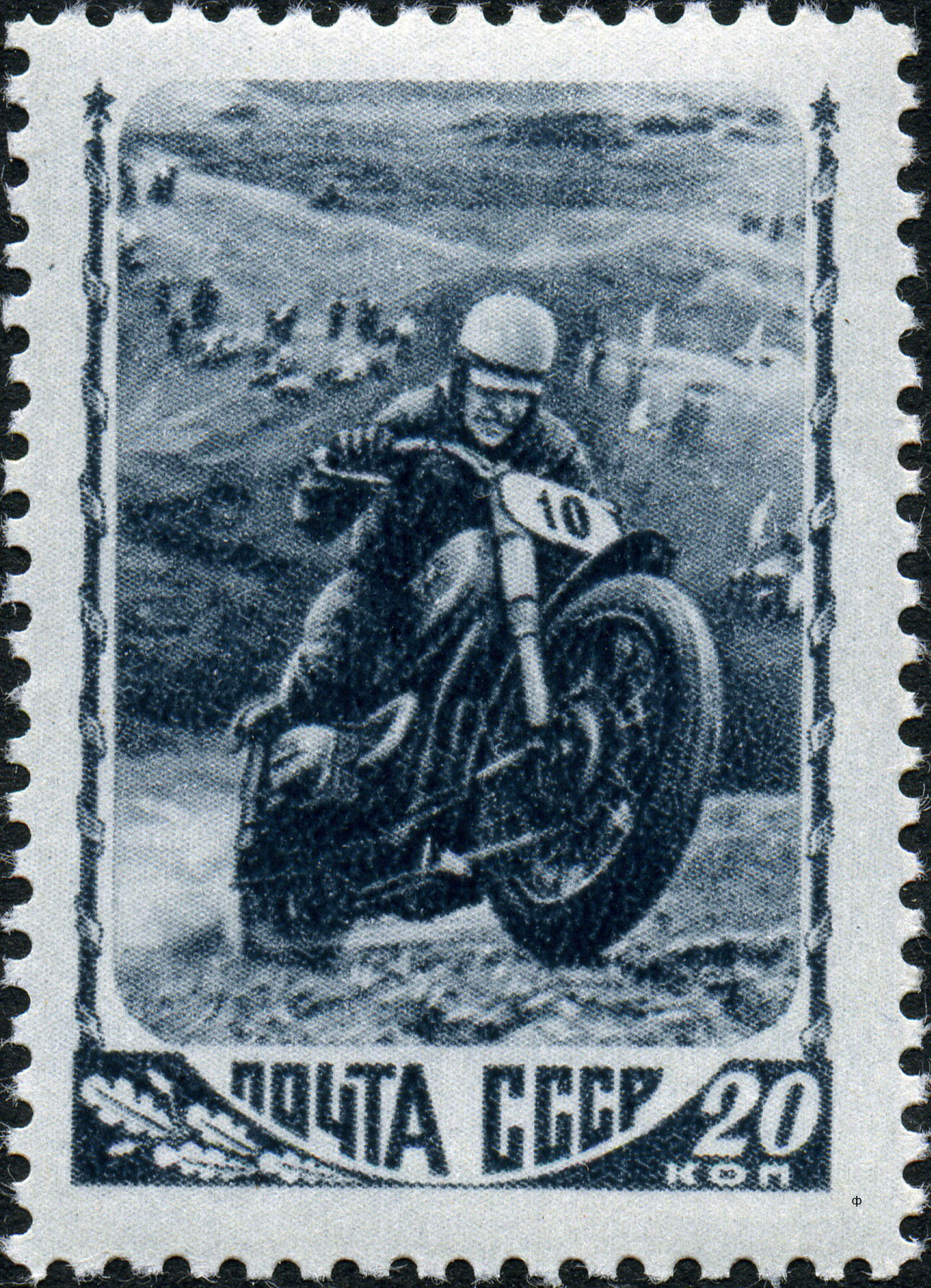
Segell de l'antiga URSS de 1948, representant una cursa de motocròs

Un cop el motocròs agafà popularitat a l'URSS, un dels primers problemes que va aparèixer va ser el de l'equipament tècnic. A causa de la política aïllacionista de les autoritats soviètiques, els practicants d'aquest esport no podien accedir a les millors motocicletes disponibles, ja que tenien prohibit comprar-ne a l'Europa occidental i només podien fer-ne servir de produïdes als països del teló d'acer, les millors de les quals eren les fetes a l'antiga Txecoslovàquia: ESO, Jawa i ČZ. Tot i que les motos txeques eren inicialment ben competitives, amb els anys anaren quedant desfasades en comparació amb les produïdes a la resta d'Europa i al Japó. Malgrat tot, el 1965 Víktor Arbékov va guanyar amb una CZ el mundial de 250cc, el primer mundial de motocròs guanyat mai per un soviètic. Un any més tard, el 1966, l'alemany oriental Paul Friedrichs iniciaria un trienni de domini absolut al mundial de 500cc amb la marca txecoslovaca.
Durant la dècada del 1970, a l'URSS hi havia un gran interès pel motocròs, amb milers de seguidors que assistien als Grans Premis i un bon grapat de pilots de gran nivell. Un dels més reeixits de l'època fou Guennady Moiseev: després d'haver començat a competir amb CZ, el 1972 fou el primer soviètic a pilotar una moto occidental, concretament l'austrìaca KTM, quan en ser a punt de començar un Gran Premi i trobar-se sense moto perquè a CZ feien tard, els austríacs n'hi oferiren una de les seves. Moiseev acceptà l'oferiment i va guanyar la cursa amb la KTM. Tot i que aquesta llicència li va costar el càrrec al representant de la delegació soviètica -i, a més, fou expulsat del partit comunista-, finalment les autoritats soviètiques cediren i acordaren equipar amb KTM els seus millors pilots (Moiseev i Pavel Rulev) per al 1973. L'any següent, 1974, Guennady Moiseev guanyà el campionat mundial amb la moto austríaca davant del txec Jaroslav Falta i la seva CZ (després, però, d'una forta polèmica). Moiseev tornà a guanyar dos mundials (1977 i 1978) i estigué a punt de guanyar-ne un altre el 1976, tot i que finalment aquell any fou subcampió darrere Heikki Mikkola per un sol punt de diferència. El 1979, però, les autoritats soviètiques tornaren a canviar de criteri i l'ús de les KTM tornà a ser prohibit. De nou amb les CZ, Moiseev i Kavinov ja no tornaren a destacar mai més.
Calgué esperar a la dissolució de l'URSS, a començaments de la dècada del 1990, perquè els esportistes russos obtinguessin la llibertat d'emprar motos modernes produïdes als països occidentals. Tot aquest temps transcorregut va fer que els russos ja no tornessin a demostrar fins ben entrat el segle xxi un nivell competitiu, com el que tenien els seus antecessors de l'època daurada d'aquest esport a l'antiga URSS.

### Victòries internacionals
El 1954 es va organitzar la primera prova internacional de motocròs a l'URSS. Entre 1962 i 1985 es van arribar a celebrar 18 Grans Premis de motocròs en la categoria dels 250cc al país, sovint amb victòria d'un pilot local: Víktor Arbékov el 1966, Vladimir Kavinov el 1969 i 1980, Anatoly Ovchinnikov el 1976 i Guennady Moisseev el 1977. A banda, nombrosos pilots soviètics assoliren també victòries en altres Grans Premis arreu d'Europa: Guennady Moisseev n'aconseguí 14 en total; Víktor Arbékov, 10; Vladimir Kavinov, 8; Eugenij Rybalchenko, 2. Amb una sola victòria hi ha Gunnar Draugs, Ígor Grigóriev i Anatoly Ovchinnikov. Durant aquella època, el nivell dels soviètics era tan alt, que la selecció de l'URSS va ocupar el podi en diverses edicions del Motocross des Nations i el Trophée des Nations, incloses dues victòries a la primera competició (1968 i 1978) i una a la segona (1979).